# کاسلمن، انتاریو
کاسلمن، انتاریو (به انگلیسی: Casselman) یک روستا در کانادا است که در شهرستان‌های پرسکات و راسل واقع شده‌است.

## خصوصیات
کاسلمن  ۳٬۲۷۵ نفر جمعیت دارد.